# Tillie's Punctured Romance

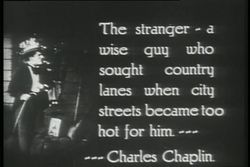
Descripció a la pel·lícula del personatge de Charles Chaplin (Charlie)

Tillie's Punctured Romance o “Idil·li frustrat de Tillie’s” és una pel·lícula còmica muda Nord-americana. La pel·lícula es va estrenar el 21 de desembre de l'any 1914 i és considerada el primer llargmetratge del gènere de comèdia de la història. A Espanya es va estrenar el 16 de novembre de 1916 sota el títol “Les aventures de Tillie” tot i que posteriorment es va titular de diferents maneres: “El romance de Charlot”, “Charlot, por el amor de Tillie” o “Idilio desinflado”. Va ser dirigida per Mack Sennett i protagonitzada per Marie Dressler, Mabel Normand, Charles Chaplin i els Keystone Cops. Aquesta pel·lícula va ser el primer llargmetratge produït per la Keystone Film Company i l'única pel·lícula d'aquesta companyia en què va participar Charles Chaplin. La pel·lícula es basa en l'obra de teatre de Broadway "Tillie's Nightmare" (El malson de Tillie) escrita per Alfred Baldwin Sloane i Edgar Smith. Marie Dressler havia protagonitzat amb gran èxit l'obra Tillie's Nightmare tant a Broadway com en una gira pels Estats Units, de 1910 a 1912. Tillie Punctured Romance és l'última pel·lícula en què Charles Chaplin va participar sense escriure-la o dirigir-la. Chaplin té un paper completament diferent del seu personatge del rodamón (Xarlot) que acabava de crear recentment.

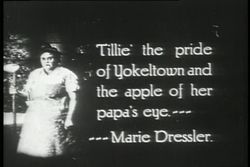
Descripció a la pel·lícula del personatge de Marie Dressler (Tillie)

## Argument
Chaplin interpreta a Charlie un estafador i faldiller de ciutat que s'ha barallat amb la seva gelosa xicota (Mabel Normand) i que intenta obtenir algun guany fàcil al camp. Tillie (Marie Dressler) és una soltera grassa i simple que viu en una granja. Tillie pica a Charlie al cap amb un rajol i per compensar-lo l'invita a casa seva a la vegada que se sent ben enamorada. Charlie convenç Tillie perquè s'escapi amb ell enduent-se tots els estalvis del seu pare. A la ciutat, Charlie porta Tillie a un restaurant, l'emborratxa i es queda amb els seus diners fugint la seva primera xicota. Tillie és detinguda per no pagar la factura del restaurant però és posada en llibertat per l'arribada del seu oncle Mr. Money Banks que se l'endú a casa. Tillie treballa de cambrera. Chaplin s'assabenta per un diari que Tillie heredarà del seu oncle tres milions de dolars, ja que es creu que ha mort en un accident d'alpinisme. Deixa Mabel i ràpidament va al restaurant a declarar el seu amor a Tillie. Ella no sap res de l'accident del seu oncle i, per tant, no sospita res i accepta casar-se amb Charlie. Un cop casats Tillie cobra l'herència i descobreix les intencions de Charlie a qui acaba perdonant. Però un dia que fan una festa Tillie descobreix a Charlie besant Mabel, que és a la seva mansió treballant de criada. S'inicia una persecució i guerra de pastissos. Apareix l'oncle de Tillie que ha estat rescatat en vida i s'inicia una persecució en la que participen els famosos Keystone Cops i que culmina amb la caiguda de Tillie al mar. Tillie i Mabel decideixen que Charlie no és l'home adequat per a cap de les dues tot i que al final tots tres saluden el públic com si no hagués passat res.

## Repartiment
- Marie Dressler (Tillie Banks)
- Mabel Normand (Mabel)
- Charles Chaplin (Charlie)
- Mack Swain (John Banks, pare de Tillie)
- Charles Bennett (el milionari oncle Banks)
- Chester Conklin (Mr. Whoozis)
- Phyllis Allen (Matrona de la presó /Patrona del restaurant)
- Glen Cavender (Primer pianista del restaurant)
- Billie Bennett (Cambrera/Convidada a la festa)
- Joe Bordeaux (Policia)
- Charley Chase (Detectiu)
- Dixie Chene (Convidada a la festa)
- Nick Cogley (Sergent dels Keystone Cop)
- Alice Davenport (Convidada a la festa)
- Minta Durfee (Xicota del pinxo)
- Ted Edwards (Cambrer)
- Billy Gilbert (Policia)
- Gordon Griffith (Noi dels diaris)
- William Hauber (Criat/ Policia)
- Fred Fishback (Criat)
- Alice Howell (Convidada)
- Edgar Kennedy (Amo del restaurant/Majordom)
- Grover Ligon (Keystone Cop)
- Wallace MacDonald (Keystone Cop)
- Hank Mann (Keystone Cop)
- Gene Marsh (Criada/ Cambrera)
- Harry McCoy (Segon pianista del Restaurant/Pianista del Teatre/Criat)
- Gordon Griffith (Nen)
- Charles Murray (Detectiu)
- Frank Opperman (Rev. D. Simpson)
- Fritz Schade (Cambrer)
- Al St. John (Keystone Cop)
- Slim Summerville (Keystone Cop)
- A. Edward Sutherland (Keystone Cop)
- Morgan Wallace (Lladre a la pel·lícula)

## Seqüeles
Marie Dressler va interpretar Tillie en tres pel·lícules addicionals: Tillie's Tomato Surprise (1915), Tillie Wakes Up (1917) i The Scrub Lady (1917). A Tillie Wakes Up el personatge de Tillie té un nom diferent, ja que s'ha casat. La pel·lícula Tillie's Punctured Romance (1928) de A. Edward Sutherland no té res a veure amb aquesta tot i que Mack Swain i Chester Conklin també hi apareixen.